# Dominika Sobolska-Tarasova
Dominika Sobolska-Tarasova (ur. 3 grudnia 1991 w Menen) – polsko-belgijska siatkarka, grająca na pozycji środkowej. Jest reprezentantką Belgii w siatkówce kobiet. Pochodzi z siatkarskiej rodziny, jej ojcem jest Tomasz Sobolski – były zawodnik Gwardii Wrocław, siostra Marta Sobolska uprawia siatkówkę plażową.
Jej mężem jest rosyjski siatkarz Wiaczesław Tarasow, z którym w Bielsku-Białej 26 czerwca 2021 roku wzięła ślub cywilny. Poznali się w Bielsku-Białej, grając w sezonie 2017/2018, Dominika w BKS-ie Profi Credit Bielsko-Biała, a Wiaczesław w BBTS-ie Bielsko-Biała.
4 grudnia 2023 poinformowała, że FIVB zgodziła się na zmianę jej narodowości sportowej z belgijskiej na polską.
Po ukończonym sezonie 2024/2025 postanowiła zakończyć siatkarską karierę.

## Sukcesy klubowe
I liga belgijska:
- 2008

Puchar Polski:
- 2014

Liga polska:
- 2014
- 2023[10], 2025[11]

Liga rumuńska:
- 2021

## Sukcesy reprezentacyjne
Olimpijski Festiwal Młodzieży Europy:
- 2007